# Goa Gil
Pour les articles homonymes, voir Gil.
Goa Gil, nom de scène de Gilbert Levey, né le 11 octobre 1951 à San Francisco et mort le 26 octobre 2023 en Californie, est un disc jockey et organisateur de soirée américain, qui a fait partie de la communauté hippie à Goa (Inde), implantée depuis les années 1960.

## Biographie
Goa Gil est l'un des premiers créateurs de rave party dans le monde à la fin des années 1980. Dans les années 1990, il fait partie du projet musical Kode IV, avec Peter Ziegelmeier (et Hans Schiller, mort en 1994). 
Il rencontre sa femme Ariane MacAvoy (la petite-fille du portraitiste Mac'Avoy) en Inde. Ils composent des sons à partir d'instruments ethniques, comme le djembé et autres percussions indiennes et africaines... Leurs soirées sont célèbres dans le milieu de la trance et plus précisément de la trance psychédélique (psytrance), d'où le nom de « trance Goa », donné au départ, à ce courant musical. 
Leurs soirées ou festivals commencent le soir vers 23 heures, finissent le lendemain vers midi mais peuvent durer plusieurs jours selon leur importance. Elles sont plus connues sous le nom de Full Moon Parties et ont lieu sur les mythiques plages de Anjuna Beach et Vagator Beach à Goa. Durant la nuit, c'est principalement de la musique « HiTech » que Goa Gil mixe à l'aide d'une paire de lecteurs de cassettes audio. 
Bien qu'il réside en Floride, Goa Gil vit une partie de l'année en Inde, où il passe le plus clair de son temps avec les sâdhu. La seconde partie de l'année est consacrée à mixer à divers endroits dans le monde. 